# Front de libération nationale

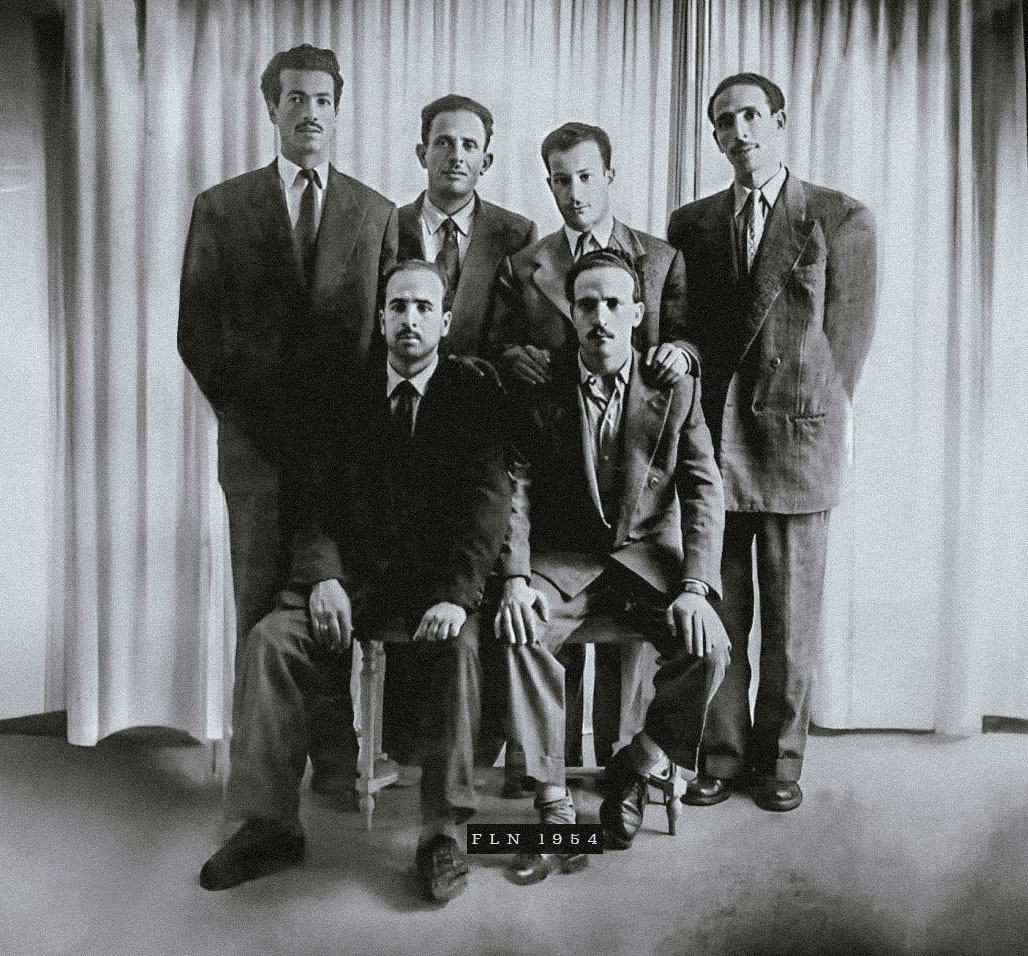
De zogeheten groep van zes in 1954. Achter, van links naar rechts: Rabah Bitat, Mostefa Ben Boulaïd, Didouche Mourad en Mohamed Boudiaf. Zittend: Krim Belkacem links, en Larbi Ben M'hidi rechts

Het Front de libération nationale (Arabisch: جبهة التحرير الوطني , Jabhet Al-Taḥrīr Al-Waṭanī) is een politieke partij in Algerije die in 1954 is opgericht.

## Antikolonialisme
Het FLN stond in het teken van de strijd tegen de koloniale macht van Frankrijk over Algerije.
Het was ontstaan uit het Comité révolutionnaire d'unité et d'action (CRUA) en verscheidene paramilitaire organisaties uit de voortgezette traditie van de Parti du peuple algérien, een nationalistische partij. Het CRUA bracht alle paramilitaire netwerken bijeen om te vechten tegen de koloniale overheersing. In 1954 gingen de netwerken los van het CRUA vechten en vormden zij het Front de libération nationale. De belangrijkste groep binnen het FLN was de Mouvement national algérien (MNA) van Messali Hadj. Op dat moment fungeerde het FLN als voorlopig bestuur over het in hun ogen al bevrijde Algerije, dat volgens de rest van de wereld nog altijd een kolonie was. Het bestond uit een bestuurlijk en wetgevend comité van vijf man en het land was in zes provincies verdeeld.
De gewapende tak van het FLN heette de l'Armée libération nationale (ALN). Dit moest vechten tegen het Franse leger, de terroristische Organisation de l'armée secrète (OAS) en de rivaliserende MNA. De ruzies werden zelfs in cafés uitgevochten. De MNA had zijn bases in Tunesië en Marokko. Later organiseerde kolonel Houari Boumédienne het Gouvernement provisoire de la Republique algérienne (GPRA), en dit vormde de dominante politieke kracht in Algerije.

## Ideologie

### Drie bronnen
De ideologie van het FLN was op de eerste plaats Algerijns nationalisme, een beweging binnen het toen opkomende Arabisme. Het baseert zijn politiek op drie bronnen. Ten eerste nationalisme, een onafhankelijkheidsoorlog tegen Frankrijk. Ten tweede socialisme, dat het FLN zelf interpreteerde als verzet tegen de uitbuiting. Ten derde (als minst belangrijke) de islam, als de vlag die het Arabisme dekt en de Algerijnen onderscheidt van de christelijke pied noirs. Na de strijd voor onafhankelijkheid raakte deze derde bron, de islam, steeds meer op de achtergrond, omdat het FLN vaak opbotste tegen de conservatieve geestelijkheid, die in de jaren 80 het Front Islamique du Salut (FIS) oprichtte.
De naam "front" wijst op een bundeling van verschillende opvattingen op sociaal en ideologisch gebied. De binnenlandse politiek hield antikolonialisme en anti-imperialisme in en de buitenlandse politiek was vooral pan-Arabisch georiënteerd. Dit laatste zorgde later voor problemen met de Berberse gemeenschap die het Arabisme als een racistische ideologie beschouwde. Hierdoor richtte de Berber Hosni Aït Ahmed het pro-democratische Front des forces socialistes (FFS) op.

### Arabisch socialisme
De organisatie noemt zichzelf socialistisch, maar verschilt sterk van het socialisme zoals Europa en Amerika dat kennen. Het socialisme van het FLN is beter bekend als Arabisch socialisme en strookt niet met het doctrinaire marxisme. Daar waar Karl Marx de bourgeoisie omschreef als de bezitters van de productiemiddelen, ziet het FLN de bourgeoisie als de koloniale bevolking, de niet-Arabieren.
Het FLN besloot om pragmatische redenen vertegenwoordigers van de Parti communiste algérien in zijn regering op te nemen, dit om de rivaliserende PCA de wind uit de zeilen te nemen. Onder het bewind van Ben Bella en Boumédienne bleven die vertegenwoordigers binnen de GPRA- en FLN-regeringen gehandhaafd, maar later werden ze verbannen, omdat ze vasthielden aan hun marxistische ideologie en steeds machtiger werden.

### Islam
De derde bron van het FLN, de islam, werd zodanig hervormd dat zij paste binnen het nieuwe Algerije. Het FLN was niet atheïstisch (op enkele gestudeerde leden na) en ook niet helemaal overtuigd seculier. Dat kwam doordat het FLN de islam beschouwde als sterke motivatie voor zijn leden om voor de onafhankelijkheid te strijden. Geleidelijk ging het FLN een progressieve islam aanhangen, waarin gelijke rechten voor man en vrouw werden gewaarborgd door seculiere instellingen. Maar de islam bleef wel staatsreligie. Ahmed Ben Bella (1962-1965) was meer een Arabisch nationalist dan een moslim en hij liet geen islamitisch geïnspireerde mensen in zijn FLN toe. Zijn opvolger kolonel Houari Boumédienne was toeschietelijker tegenover de islam en bestudeerde de koran. De opvolger van Boumédiènne, Chadli Bendjedid (1979-1992), liet zelfs de socialistische bron vallen gedurende de jaren 80 waardoor de conservatieve islam gedeeltelijk terugkwam in Algerije, om de islamitische opponenten een hart onder de riem te steken. Toch werd dit sterk veroordeeld door het eerder genoemde radicale islamitische Front Islamique du Salut (FIS) en andere islamistische groepen in Algerije.
Tot de dag van vandaag is het FLN aan de macht en de tegenwoordige president Abdelaziz Bouteflika koos voor een politiek van nationalisme, revolutie, progressieve islam, socialisme en arabisme.

## De jongerenorganisatie
De jongerenorganisatie gelieerd aan de partij is Union Nationale de la Jeunesse Algérienne.
Bij de parlementsverkiezingen van 2002 kreeg de partij 2.618.003 stemmen (35,3%, 199 zetels).
Bij de presidentsverkiezingen van 2004 kreeg de kandidaat van de partij, Ali Blis, 653.951 stemmen (6,4%).

## Verwijzingen
1. ↑  Op economisch gebied.